# Melbourne (Florida)
Melbourne és una població dels Estats Units a l'estat de Florida. Segons el cens del 2009 tenia 78.323 habitants.

## Demografia
Segons el cens del 2000, Melbourne tenia 71.382 habitants, 30.788 habitatges, i 18.257 famílies. La densitat de població era de 912,6 habitants/km².
Dels 30.788 habitatges en un 24% hi vivien nens de menys de 18 anys, en un 44% hi vivien parelles casades, en un 11,5% dones solteres, i en un 40,7% no eren unitats familiars. En el 32,9% dels habitatges hi vivien persones soles el 13,3% de les quals corresponia a persones de 65 anys o més que vivien soles. El nombre mitjà de persones vivint en cada habitatge era de 2,22 i el nombre mitjà de persones que vivien en cada família era de 2,82.
Per edats la població es repartia de la següent manera: un 20,7% tenia menys de 18 anys, un 9,3% entre 18 i 24, un 28,4% entre 25 i 44, un 21,9% de 45 a 60 i un 19,7% 65 anys o més.
L'edat mediana era de 40 anys. Per cada 100 dones de 18 o més anys hi havia 91,1 homes.
La renda mediana per habitatge era de 34.571 $ i la renda mediana per família de 42.760 $. Els homes tenien una renda mediana de 32.242 $ mentre que les dones 22.419 $. La renda per capita de la població era de 19.175 $. Entorn del 8,6% de les famílies i l'11,5% de la població estaven per davall del llindar de pobresa.

## Poblacions més properes
El següent diagrama mostra les poblacions més properes.